# Christa Spilling-Nöker
Christa Spilling-Nöker (* 1950 in Hamburg) ist eine deutsche evangelische Pfarrerin in der Badischen Landeskirche, Lehrerin und Autorin.

## Biografie
Sie studierte in Hamburg und Göttingen Theologie und Pädagogik und promovierte 2006 in Dortmund.
Ihre Dissertation erschien 2007 unter dem Titel Wir lassen Dich nicht, Du segnest uns denn: zur Diskussion um Segnung und Zusammenleben gleichgeschlechtlicher Paare im Pfarrhaus. Sie absolvierte eine tiefenpsychologische Zusatzausbildung und wirkte als Pfarrerin und Lehrerin in Karlsruhe und Ettlingen. Heute lebt sie als Schriftstellerin in Ettlingen.
Sie verfasste die Texte für das Weihnachtsoratorium Jedem leuchtet ein Stern von Johannes Wulff-Woesten, das 2014 in Dresden mit dem Sächsischen Vocalensemble und Dresdner Kapellsolisten uraufgeführt wurde.

## Werke Auswahl
- Kopf hoch und weitergehen, Was wär das Leben ohne Pannen? 2019, Verlag am Eschbach, ISBN 978-3-86917-680-2
- Heute einfach glücklich sein, 2018, Herder Verlag. ISBN  978-3-451-38268-0
- Heiße Schokolade und was die Seele sonst noch wärmt, 2018, Herder Verlag, ISBN 978-3-451-07203-1
- Die Rose und der Rittersporn, 2017, Verlag am Eschbach, ISBN  978-3869175294
- Vom Engel, der den Himmel zum Klingen brachte, 2016, Herder Verlag, ISBN 978-3-451-37567-5
- Vom Stern, der Licht ins Leben bringt, 2015,  Herder Verlag, ISBN 978-3451312236
- Behütet!, Psalmengebete,  2014, Herder Verlag, ISBN 978-3-451-30937-3
- Heiliges Licht, himmlische Klänge, 2017, Herder Verlag, ISBN 978-3451377341
- Eine Weihnachtsüberraschung, 2012, Verlag am Eschbach, 9783869171616
- Wir lassen Dich nicht, Du segnest uns denn: zur Diskussion um Segnung und Zusammenleben gleichgeschlechtlicher Paare im Pfarrhaus, 2007, Lit Verlag Berlin, ISBN 3-8258-9610-2
- Hartmut Rupp, Christa Spilling-Nöker: Die Antwort, die ich lebe, in: U. Kämmerer u. a., Kursbuch 11+, 1995, 54–97